# Leslie Kalai
Pour les articles homonymes, voir Kalai (homonymie).
Leslie Kalai, né le 6 décembre 1984 en Papouasie-Nouvelle-Guinée, est un joueur de football international papouan-néo-guinéen, qui évolue au poste de gardien de but.

## Biographie

### Carrière en sélection
Leslie Kalai reçoit sept sélections en équipe de Papouasie-Nouvelle-Guinée entre 2011 et 2016.
Il reçoit sa première sélection en équipe nationale le 27 août 2011, contre les Îles Cook (victoire 4-0).
Il dispute trois matchs rentrant dans le cadre des éliminatoires du mondial 2014.
Il participe avec l'équipe de Papouasie-Nouvelle-Guinée à deux Coupes d'Océanie, en 2012 et 2016.

## Palmarès
| Hekari United - Championnat de Papouasie-Nouvelle-Guinée (7) : - Champion : 2007-08, 2008-09, 2009-10, 2010-11, 2011-12, 2012-13 et 2013-14. - Ligue des champions de l'OFC (1) : - Vainqueur : 2009-10. |  | Papouasie-Nouvelle-Guinée - Coupe d'Océanie : - Finaliste : 2016. |